# Mag Maginet
El Mag Maginet és un personatge de ficció i de la cultura popular catalana que actua com a patge, mag, químic i emissari oficial dels Reis Mags d'Orient a Cornellà de Llobregat. Va ser creat l'any 1981 per un grup de monitors, teatrers i persones vinculades a la cultura local que van ajuntar l'antiga figura d'un mag que es disfressava per als infants del poble i d'un vell conegut de la cultura de la ciutat que s'havia anomenat Maginet.
La figura del Maginet agafa el testimoni de l'Arnau de Mercader, qui va fer construir la Torre de la Miranda i es dedicava a l’observació astronòmica.

## El Mag Maginet a Cornellà
El Campament Oriental del Mag Maginet reuneix cada any prop de 10.000 visitants. Principalment són nens i nenes que visiten el Mag Maginet, l'amic dels Reis que recull les seves cartes i els explica en secret com arribaran els màgics d'Orient aquest any a Cornellà. Es tracta d'una de les celebracions tradicionals més originals i estimades a Cornellà. El Mag Maginet viu des de fa 300 anys a Cornellà, a la Torre de la Miranda, i en fa vint-i-cinc que participa cada any en l'arribada dels Reis.
Es pot trobar cada any al Campament Oriental del Mag Maginet situat a la Plaça Europa o al Parc de Can Mercader de la ciutat. L'acompanyen altres personatges que són la Fada Ondina i els seus ajudants Melquíades i Bernadet.